# Leprosy (banda)
Leprosy es una banda mexicana de thrash metal liderada por el exTransmetal, Alberto "Thrash" Pimentel.

## Historia
La banda se inicia a mediados de 1991 como un proyecto en solitario de Alberto "Thrash" Pimentel. Alberto eligió el nombre de Leprosy en honor al segundo álbum del grupo Death. Para ese entonces llamó a Ángel Cárdenas (batería) y Héctor Humphrey (bajo); después de la grabación del primer disco, Héctor fue remplazado por Fernando Garcilazo. Como integrantes con esta alineación grabaron Wicked Reich con la ya desaparecida editora "Fuhrer Records" en 1992, el disco contenía nueve canciones (todas ellas en inglés excepto la instrumental Cirrosis) para 2 años más tarde editar el mismo material pero en español con Discos Denver. La banda toma un periodo de latencia por más de 6 años por el regreso de Alberto "Thrash" Pimentel a su antiguo grupo Transmetal.
Es en febrero de 1998 cuando se inicia la historia del actual Leprosy, que acababan de editar su segundo Cd. Coincidiendo con el baterista Felipe Chacón (ex Inquisidor), en busca de un guitarrista líder y un bajista, Felipe sugiere llamar a Julio Márquez (ex Ramsés) y a Mario Amador con quienes estaba tocando covers.
Rápidamente graban su “primer” CD, bajo la disquera de Discos Denver, el que ve la luz a mediados de ese mismo año, bajo el nombre de Llora Chiapas, el disco es muy crítico y fue grabado en honor al levantamiento indígena de Chiapas.
Cabe mencionar que Alberto Pimentel fue duramente criticado en revistas especializadas por afirmar que Llora Chiapas era un disco innovador, cuando era notorio que repetía la misma fórmula usada ya en Transmetal.
En el año 2001, sale a la luz el disco Devorando Sueños donde se incluyen dos canciones con la participación de Kenny la de los Eléctricos. (Rasgo su Piel y No Podrán Parar el Tren) también un cover de la banda (V8) y una canción en vivo del mismo álbum.
En el 2002 salen de la banda Julio Márquez, Felipe Chacon y Mario Amador. Para integrarse los siguientes elementos, Baudell Ayala al bajo, Alex Sistem a la guitarra líder, Alejandro Medina a la batería y Alberto Pimentel a la voz y a la guitarra. Con esta alineación en el 2003 graban el disco La Maldición, con covers de bandas como: Death (Forgotten Past) Enigma (Bajo el signo de Acuario) Espectros Terroristas (Garrobos) y de Plasmatics (Rock and Roll) y también canciones del mismo Pimentel, en este disco también participa en los coros Duan Marie (Anabantha) en las canciones La Maldición y Confeso.
En el 2004 sacan un disco de éxitos, A Través de los Tiempos y en el 2006 lanzan un nuevo disco Tambores de Fuego.

## Discografía

### Álbumes de estudio
- Wicked Reich (1992)
- Reino Maldito (1994)
- Llora Chiapas (1998)
- Rey de las Bestias (1999)
- Devorando Sueños (2001)
- La Maldición (2002)
- A Través de los Tiempos (2004)
- Tambores de Fuego (2006)
- Tributo a Death (2010)
- Llueve sangre (2017)

### Álbumes en directo
- En Vivo Vol. 1 y 2 (2001)

## Nota
- Curiosamente uno de los fundadores, Alberto "Thrash" Pimentel no ha podido quitarse el seudónimo de "Ex-Transmetal" a pesar de haber dejado esa agrupación varios años atrás.

- Esta banda ha sido criticada desde sus inicios por otras bandas del mismo género (Ultratumba, Transmetal) y es que la gran mayoría de sus canciones giran en torno a otras de similar contenido que ya han grabado otras bandas, o bien son covers de éxitos de otras bandas underground.

- Su primer disco se grabó con el nombre de la banda Leprossy, después cambió a Leprosy.

Nota importante. Alberto "trash" Pimentel es el creador de la famosa frase " Que se vayan ALV " y ha dado la vuelta al mundo gracias a su léxico florido y su playera rasgada de Juan Hernández y su banda de blues